# 제12회 DMZ국제다큐영화제
제12회 DMZ국제다큐영화제는 2020년 9월 17일에 열린 시상식이다.

## 수상 및 후보

### 국제경쟁 - 흰기러기상
- 아수왕 - 알릭스 아인 아럼팍 수상

### 국제경쟁 - 심사위원 특별상
- 나는 신문기자다 - 모리 테츠야 수상

### 국제경쟁 - 심사위원 특별언급
- 빵과 대지를 위해 - 에하브 타라비에 수상

### 아시아경쟁 - 아시아 시선상
- 당신과 나 - 패니 초티마 수상

### 아시아경쟁 - 넥스트 상
- 우리가 불타면, - 제임스 레옹 외 1명 수상

### 한국경쟁 - 최우수한국다큐멘터리상
- 총을 들지 않는 사람들 2: 금기에 도전 - 김환태 수상

### 한국경쟁 - 심사위원 특별상
- 나는 조선사람입니다 - 김철민 수상

### 청소년섹션-무한상상(경기도교육감상)
- 잡티 - 김도예 수상

### 청소년섹션 - 상상이상(영화제집행위원장상
- 응답하라 열정시대 - 박혜빈 수상

### 청소년섹션 - 자유연상(영화제집행위원장상)
- 길 - 조민희 수상
- 잘 쉬고 있나요? - 한경윤 수상
- 낙 - 양주연 수상
- ¹®±uAu½ºÆ® - 김해은 수상

### 특별상 - 용감한 기러기상
- 위안 - 이혜린 수상

### 특별상 - 아름다운 기러기상
- 보드랍게 - 박문칠 수상

### 특별상 - 젊은 기러기상
- 내언니전지현과 나 - 박윤진 수상

### 특별상 - DMZ예술공헌상
- 위대한 계약: 파주, 책, 도시 - 정다운 외 1명 수상

### 특별상 - 배급지원상
- 고양이들의 아파트 - 정재은 수상
- 당신의 사월 - 주현숙 수상

### DMZ 단편상
- 우리가 기다리는 동안에 - 박지윤 수상

### 아시아발전재단상 - 단편
- 미즈코 - 물의 아이 - 키라 데인 외 1명 수상

### 아시아발전재단상 - 장편
- 울림의 탄생 - 이정준 수상

### 국제경쟁
- 아수왕 - 알릭스 아인 아럼팍
- 이별의 공동체 - 제인 진 카이젠
- 나는 신문기자다 - 모리 테츠야
- 싱가포르를 꿈꾸다 - 루이 왕 핑
- 공동체의 탄생 - 에스겔 얀코
- 빵과 대지를 위해 - 에하브 타라비에흐
- 위대한 우리 조국 - 샤미라 라파엘라
- 사막의 진주 - 푸쉬펜드라 싱
- 태양 없는 그림자 - 메흐르다드 오스코에이
- 달려라! 야구소년 - 쉬 후이 징
- 마을여인들 - 타마라 스테파니안

### 한국경쟁
- 여름의 아홉 날 - 윤지원
- 울림의 탄생 - 이정준
- 고양이들의 아파트 - 정재은
- 위안 - 이혜린
- 연극하는 날 - 노여래
- 위대한 계약: 파주, 책, 도시 - 정다운 외 1명
- 더 한복판으로 - 오소영
- 나는 조선사람입니다 - 김철민
- 총을 들지 않는 사람들 2: 금기에 도전 - 김환태
- 청춘 선거 - 민환기

### 아시아경쟁
- 끊어진 능선 - 진장
- 산산조각난 집 - 진 클레어 디 외 1명
- 우리가 불타면, - 제임스 레옹 외 1명
- 삶과 죽음의 경계에서 - 정다오쯔
- 민주주의의 대가 - 리아오지옌화
- 스모그 타운 - 한맹
- 거리의 유령들 - 베자드 날반디
- 당신과 나 - 패니 초티마

### 청소년경쟁
- ¹®±uAu½ºÆ® - 김해은
- 잘 쉬고 있나요? - 한경윤
- 잡티 - 김도예
- 낙 - 양주연
- 응답하라 열정시대 - 박혜빈
- 길 - 조민희

### 단편경쟁
- ''레드필터가철회됩니다.'' - 김민정
- 여신 아바따라 - 나다브 하렐
- 아이아나 - 아이다나 톱츄바에바
- 동트기 전 사랑 이야기 - 임군일 외 1명
- 다신, 태어나, 다시 - 전규리
- 공원일기 - 레이 레이
- 차찬, 하루 - J. J. 아브라함
- 그라이아이: 주둔하는 신 - 정여름
- 구지가 - 김선좌
- 말의 피는 사람보다 뜨겁다 - 아볼파즐 타루니
- 카르발라 이야기 - 수니브 사랑기
- 5월 17일 - 라티 티틀라제
- 누르 이슬람 - 데바쉬리 나트
- 오바짱 - 니콜라사 루이즈
- 일시정지, 시네마 - 박주환
- 자장가를 불러줘 - 티파니 슝
- 동(動)물원의 서곡 - 소라요스 프라파판
- 건설 유니버스의 어떤 오류 - 박군제
- 남풍 - 왕디
- 이곳이 우리의 대지 - 노닐론 아바오
- 다시 만나, 유원경몽 - 리아오지에카이
- 미즈코 - 물의 아이 - 키라 데인 외 1명
- 우리가 기다리는 동안에 - 박지윤
- 아내, 소녀, 엄마 - 알레인 델라 네그라 외 1명

### 글로벌 비전
- 일개미의 역학 - 쉬 뤄타오 외 1명
- 코피 터지고, 돈 떨어지고 - 빌 로스 4세 외 1명
- 카니발리즘의 시대 - 테보호 에드킨스
- 에피센트로: 진원지 - 휴베르트 소퍼
- 인플루언스 - 리차드 포플락 외 1명
- 레프트 - 하야시 류타
- 러브 포엠 - 샤오젠 왕
- 미지의 사랑 - 존 클랭
- 나는 왜 팔짝팔짝 뛸까 - 제리 로스웰
- 레이와 시대의 반란 - 하라 카즈오
- 안전수칙123 - 줄리아 구트비니거 외 1명
- 우리가 두려워하는 것들 - 브루노 산타마리아
- 천 개의 상흔 - 라모나 S. 디아즈
- 화성에서 눈뜨기 - 데 지노브치
- 노 데이터 플랜 - 미코 레베르자
- 거리두기 - 미코 레베르자
- 총탄으로 빚은 꿈 - 차 에스카라 외 1명
- 동지들 - 카나스 류
- 식탁에선 울지 않기 - 캐롤 응우옌
- 용서할 수 없는 - 마를렌 비냐오

### 한국다큐쇼케이스
- 1포 10kg 100개의 생애 - 조기현
- 보라보라 - 김도준 외 2명
- 보드랍게 - 박문칠
- 고양이에게 밥을 주지 마세요 - 김희주 외 1명
- 내언니전지현과 나 - 박윤진
- 임신한 나무와 도깨비 - 김동령 외 1명
- ㅅㄹ, ㅅㅇ, ㅅㄹ - 강예은
- 당신의 사월 - 주현숙
- 누구는 알고 누구는 모르는 - 배꽃나래
- 을지 네이티브 - 김찬민
- 남산(타워) - 권진경
- 오오카가와 강 - 최혁진
- 서화 - 조인한
- 가족의 모양 - 양승욱
- 양지탕 - 손성민 외 3명

### 소다 카즈히로 특별전
- 선거 - 소다 카즈히로
- 멘탈 - 소다 카즈히로
- 피스 - 소다 카즈히로
- 항구 마을 - 소다 카즈히로
- 정신: 제로 - 소다 카즈히로

### 노동자뉴스제작단 특별전
- 민주노조 87에서 95까지 - 노동자뉴스제작단
- 김헌정 김헌정 - 노동자뉴스제작단
- 노동자뉴스제작단 단편 - 노동자뉴스제작단

### 아시아 청년다큐멘터리 공동제작
- 소원, 동전 - 이다영 외 1명
- 상상의 대화 - 우에다 아카리 외 2명
- 지도에는 없는 - 이소정 외 2명
- 긴츠키 - 하야시 겐지
- 신디 - 권아람 외 2명

### DMZ 오픈시네마
- 뱅크시 - 엘리오 에스파냐
- 보테로 - 돈 밀라
- 허리 고 라운드 - 이시카와 도모아키
- 고시엔: 꿈의 구장 - 에마 라이언 야마자키
- 막스 리히터의 슬립 - 나탈리 존스
- 클린 미트 - 리즈 마샬
- UFO 스케치 - 김진욱
- 쿰바카르나: 그림자의 벽 - 엘리자 쿠바르스카
- 청춘: 제50회 일본 고교야구 전국대회 - 이치카와 콘

### 이탈리아 다큐멘터리스트 3인
- 비토리오 데 세타의 황금빛 우화 - 비토리오 드 세타
- 루카 코메리오의 키네마컬러 - 루카 코메리오
- 늑대의 입 - 피에트로 마르첼로
- 상실과 아름다움 - 피에트로 마르첼로

### 내 생애 최고의 다큐
- 파이널리스트 - 브레히트 반후니커
- 고양이 집사 - 이희섭

### 굿피치 특별상영
- 우리 학교 - 김명준
- 기억해주세요 - 자오 큉